# Société historique de Gascogne
La Société historique de Gascogne est une société savante consacrée à l'histoire et à l'archéologie de la province ecclésiastique d'Auch, dans l'ancienne province de Gascogne, fondée en 1859 par l'archevêque d'Auch Antoine de Salinis. Ses travaux, couvrant tous les domaines de l'histoire, civile ou religieuse, politique, littéraire, artistique et archéologique, sont publiés dans la Revue de Gascogne paraissant périodiquement de 1860 à 1939 et dans les Archives historiques de la Gascogne éditées entre 1883 et 1914. Les objets collectés sont présentés dans le musée archéologique d'Auch.

## Fondation et disparition
Le 11 octobre 1859, l'archevêque d'Auch Antoine de Salinis crée par ordonnance synodale le Comité d'histoire et d'archéologie de la province ecclésiastique d'Auch. Il a pour siège le palais épiscopal et est principalement composé d'ecclésiastiques. Le 12 mai 1869, le Comité d'histoire et d'archéologie de la province ecclésiastique d'Auch devient Société historique de Gascogne.
Après la séparation la Société est installée avec l'archevêché et le grand séminaire dans l'ancien couvent de l'Oratoire mis à nouveau à disposition du clergé par Alphonse Branet (1871-1927) qui en avait fait l'acquisition.
La Revue historique de Gascogne cesse de paraître en 1939 entraînant de facto la disparition de la Société bien qu'aucune décision de dissolution ne soit prise de jure par l'autorité ecclésiastique fondatrice. L'abbé Adrien Clergeac (1870-1960) en est le dernier Président et le chanoine Charles Bourgeat (1886-1961), est le dernier secrétaire de rédaction de la Revue.

## Composition
Le premier bureau est composé de l'Archevêque d'Auch (président), du Préfet du Gers (président honoraire), de MM. Gabriel Niel, archiviste, Gardères, professeur de théologie, Grenier, professeur de rhétorique, Larroques, professeur d'humanités (secrétaires), Monbet, professeur d'histoire, Peyret-Mirande, pro-secrétaire de Mgr l'archevêque, Espiau et Bougnères, professeurs au petit séminaire (archivistes).
Sont membres honoraires de droit les chanoines, les archiprêtres et les doyens, les Supérieurs du Grand et du Petit-Séminaire, le Supérieur des Missionnaires, les Supérieurs des Maisons ecclésiastiques d'Eauze, de Lectoure et de Gimont. Nicolas-Augustin de La Croix d'Azolette, ancien archevêque d'Auch, François II Lacroix (eu), évêque de Bayonne, Bertrand-Sévère Laurence, évêque de Tarbes, Louis-Marie Épivent, évêque d'Aire et Dax sont membres d'honneur. Les députés du Gers, les membres du Conseil général, les sous-préfets de Condom, Lectoure, Lombez et Mirande sont membres titulaires.
À la mort d'Antoine de Salinis, l'abbé François Canéto qui en assurait déjà la présidence effective prend officiellement la présidence du Comité devenu Société et la conserve jusqu'à sa mort en 1884, date à laquelle Léonce Couture cumule les deux charges de président de la Société et de secrétaire de rédaction du Bulletin devenu Revue. À sa mort, en 1902, lui succède Pierre-Célestin Cézerac (1856-1940), vicaire général de l'archevêque d'Auch Monseigneur Balaïn. Après la courte présidence de l'abbé Laclavère avant la Première Guerre mondiale, le chanoine Adrien Clergeac (1870-1960), vicaire général de Monseigneur Ernest Ricard assure la présidence de la Société et, à partir de 1925, la direction de la Revue jusqu'à sa disparition.

## Objectifs
Après la reconstitution des diocèses par le Concordat, les évêques se sont attachés à reconstituer le clergé mis à mal par la Révolution. La nécessité s'est alors fait sentir d'éclairer le présent par la connaissance du passé de l'archidiocèse d'Auch dans l'ancienne province de Gascogne disparaissant avec les plus anciens. Inspiré par l'action de Nicolas-Augustin de La Croix d'Azolette parcourant le diocèse pour consigner la mémoire des hommes et des pierres, et inquiet de voir ces travaux disparaître avec leurs auteurs et le fil de la tradition se perdre à nouveau, Antoine de Salinis propose de systématiser la démarche, de la consolider au sein d'une association nettement constituée et aux buts clairement affirmés. L'approbation unanime du clergé et le soutien des autorités et des notables permettent la mise en œuvre du projet.
Le double but des travaux du Comité est ainsi annoncé : 
1. étudier les monuments et recueillir les documents qui intéressent le passé du Diocèse et celui de la Province ecclésiastique d'Auch ;
2. écrire l'Histoire du présent.

Très rapidement, l'ambition inscrite dans ce deuxième but est abandonnée et l'écriture de l'« Histoire du présent » se résume plus modestement aux comptes rendus des travaux du Comité, aux nominations de nouveaux membres et aux articles nécrologiques,.

## Activité
Dans chaque doyenné du diocèse, un membre titulaire désigné par l'organisation est chargé de correspondre avec le Comité et de transmettre le récit de tous les faits importants : construction, réparations, ornementation d'églises, de chapelles, de presbytères, de croix, de  statues... Sont aussi transmis les documents et objets collectés intéressant l'Histoire monumentale du diocèse ou de la province ecclésiastique, l'objectif étant de les rassembler à terme dans un musée en projet au sein du palais archiépiscopal. Le secrétariat du bureau est chargé de mettre les documents en ordre pour les archives du Comité.

## Publications
Les travaux et les documents collectés, couvrant tous les domaines de l'histoire, civile ou religieuse, politique, littéraire, artistique et archéologique, sont publiés dès 1861 dans un bulletin périodique, le Bulletin du Comité d'histoire et d'archéologie de la province ecclésiastique d'Auch. La publication est destinée non seulement à reprendre l'étude du passé afin de le relier au présent mais aussi à resserrer les liens entre les membres du clergé et à réaliser une œuvre utile au public. Le comité éditorial est constitué de François Canéto, vicaire général de Mgr l'Archevêque d'Auch, Prosper Lafforgue, auteur de l'Histoire d'Auch, MM. Moët, Inspecteur de l'académie de Toulouse, Dumont-Tourret, payeur du département du Gers, Dutirou, professeur de physique, Abadie, missionnaire diocésain, Fauqué, professeur de rhétorique.
En 1862 François Canéto qui a pris la présidence de la Société confie le secrétariat de rédaction à Léonce Couture. Avec le tome V de 1864, le Bulletin devient Revue de Gascogne : Bulletin mensuel du Comité d'histoire et d'archéologie de la province ecclésiastique d'Auch. À partir du tome XI de 1870, date de la disparition de la Revue d'Aquitaine, avec laquelle le Bulletin partageait certains collaborateurs, le périodique adapte son titre au changement de nom du Comité et devient Revue de Gascogne : Bulletin mensuel de la Société historique de Gascogne.
En 1883 voit également le jour sous l'égide de la Société la publication annuelle, jusqu'en 1914, des Archives historiques de la Gascogne. Sont ainsi mis à disposition du public des documents inédits (coutumes, paréages, cartulaires, transactions diverses, livres consulaires, comptes commerciaux, mémoires, lettres, récits de voyage ou d'ambassade, descriptions de pays gascons, recueils de sigillographie gasconne, documents religieux, lettres pontificales, livres liturgiques, documents sur les Huguenots), jusque-là renfermés dans des archives publiques ou privées, retraçant l'histoire des maisons souveraines et feudataires, des sociétés de la bourgeoisie, l'histoire religieuse, féodale et municipale,.
Par la suite, la Revue de Gascogne accueille dans ses colonnes, de 1891 à 1899, sous le titre Soirées Archéologiques, le compte rendu des séances de la Société archéologique du Gers dont les réunions se tiennent alors dans les locaux des Archives départementales,. En 1902, le Chanoine Antoine Degert (1859-1931) remplace Léonce Couture. La revue ne paraît pas durant la Première Guerre mondiale. En 1925 l'abbé Adrien Clergeac (1870-1960), président de la Société depuis 1920 est le nouveau directeur de la Revue. Le chanoine Charles Bourgeat lui succède de 1933 à 1939.
La publication cesse de paraître en 1939.
En 1973 paraît, établie par Pierre Rouleau et préfacée par Charles Samaran, membre de l'Institut, une table générale de tous les numéros parus entre 1859 et 1939 détaillée en six tables : quatre tables alphabétiques (auteurs, noms de personnes et de lieux, matières, articles nécrologiques), une table chronologique des documents et une table des illustrations.

## Musée
Le musée prévu par l'article VIII de l'ordonnance synodale de 1859 est créé en 1887 au sein du palais archiépiscopal sous l'égide de l'archevêque d'Auch Louis Gouzot et de son secrétaire Jules de Carsalade du Pont. Après la séparation, il est installé dans les locaux du petit séminaire où les collections sont rejointes par celles de la Société archéologique du Gers pour devenir le musée archéologique d'Auch. En 1948, Henri Polge en établit le catalogue. Les collections se trouvent depuis 1979 au musée des Jacobins.